# Baume du tigre
Pour les articles homonymes, voir Baume.
 (janvier 2025).
Si vous disposez d'ouvrages ou d'articles de référence ou si vous connaissez des sites web de qualité traitant du thème abordé ici, merci de compléter l'article en donnant les références utiles à sa vérifiabilité et en les liant à la section « Notes et références ».

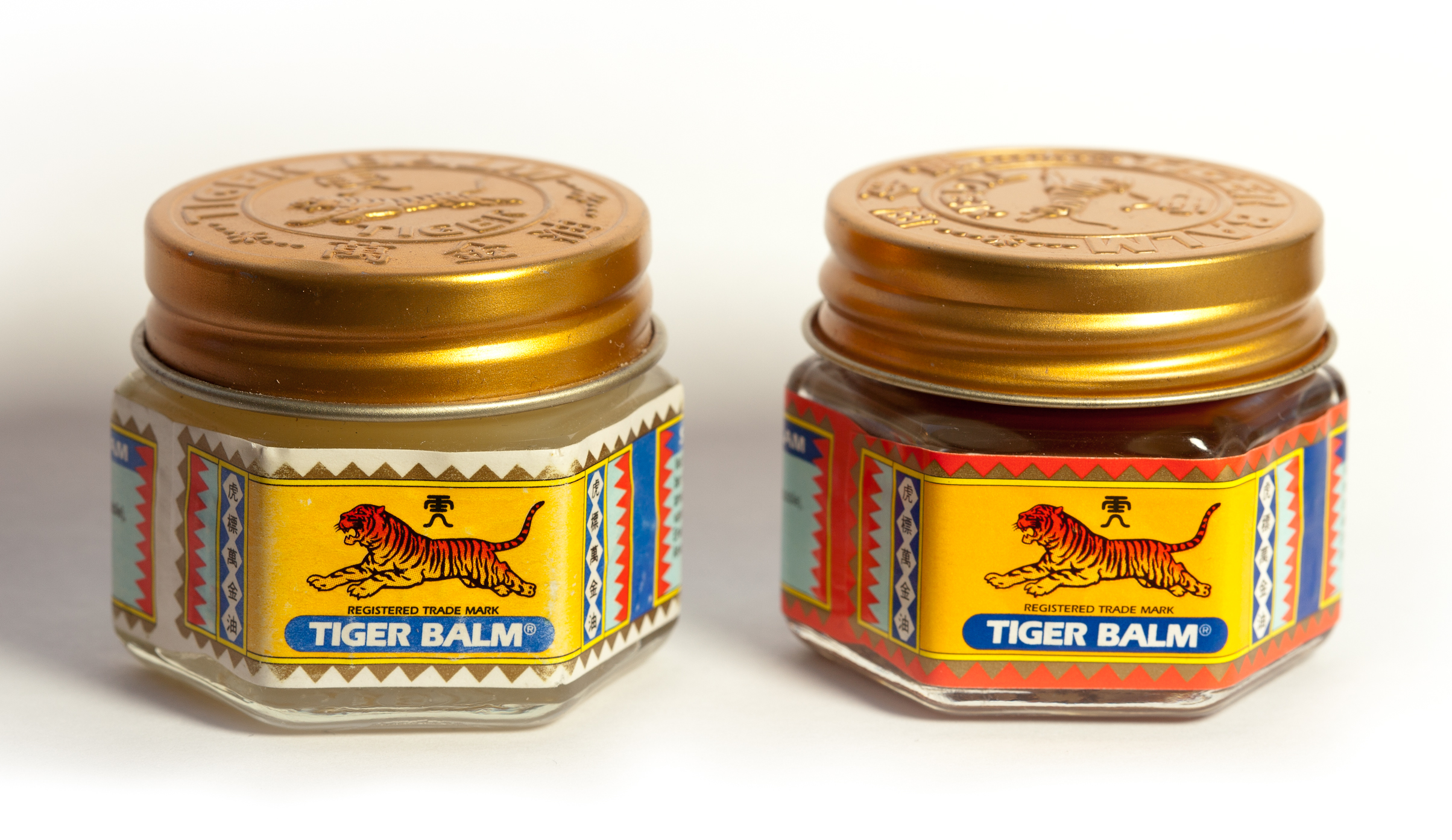
Les deux variétés (blanche et rouge) du baume du tigre.

Le baume du tigre (chinois simplifié : 虎标万金油 ; chinois traditionnel : 虎標萬金油 ; pinyin : hǔbiao wànjīnyóu) est un onguent de la pharmacopée chinoise. C'est un produit à usage externe, utilisé pour soulager les douleurs d'origine musculo-squelettique. Il a été développé dans les années 1870 par l'herboriste Aw Chu Kin à Rangoon en Birmanie, puis amélioré et commercialisé à Singapour par ses fils Aw Boon Haw et Aw Boon Par. Depuis 1926, il est fabriqué à Singapour et distribué par Haw Par Healthcare.

## Composition et variétés
Le baume du tigre existe sous trois variétés :
- le baume du tigre rouge : contient de l'huile essentielle de cannelier de Chine, utilisé pour les douleurs et contractures musculaires et articulaires. C'est cette huile essentielle qui donne sa couleur rouge au baume ;

- le baume du tigre noir : rare dans certains pays et ultra concentré.

Composition des baumes du tigre :
| Produits                                                                       | Baume du tigre rouge | Baume du tigre blanc                  | Lotion (huile) baume du tigre        |
| ------------------------------------------------------------------------------ | -------------------- | ------------------------------------- | ------------------------------------ |
| Camphre                                                                        | 25 %                 | 25 %                                  | 15 %                                 |
| Menthol                                                                        | 10 %                 | 8 %                                   | 8 %                                  |
| Huile essentielle de menthe démentholisée (ayurveda Pudina, Mentha arvensis)   | 6 %                  | Huile essentielle d'eucalyptus - 14 % | Huile essentielle d'eucalyptus - 6 % |
| Huile de cajeput                                                               | 7 %                  | -                                     | -                                    |
| Huile essentielle de cannelier de Chine (ayurveda Dalchini, Cinnamomum cassia) | 5 %                  | -                                     | Huile essentielle de lavande - 5 %   |
| Huile essentielle de clous de girofle                                          | 5 %                  | 1,5 %                                 | Salicylate de méthyle 38 %           |

Le reste du produit est composé de vaseline et d'une base de paraffine.

## Indications
Le baume du tigre peut être utilisé dans les cas suivants :
- douleurs musculaires et articulaires ;
- migraines et maux de tête d'intensité légère à modérée ;
- piqûres de moustique : pour soulager le prurit ;
- toux : pour dégager les voies respiratoires, en application sur la poitrine et sur le dos.

## Effets secondaires
En 1990, un petit essai clinique réalisé sur 20 patients et dont le but était de vérifier l'innocuité de onze préparations à base de plantes pour usage topique couramment utilisées à Hong Kong avait conclu que le baume du tigre provoquait sur 1 à 3 des 20 patients une légère irritation cutanée.

## Commercialisation
Il est, entre autres[pas clair], fabriqué et distribué par Haw Par Healthcare à Singapour, qui dispose de distributeurs exclusifs dans chaque pays.